# Rezerwat przyrody Las Dąbrowa
Rezerwat przyrody „Las Dąbrowa” – rezerwat leśny położony częściowo na terenie powiatu gliwickiego w gminie Sośnicowice oraz częściowo w mieście Gliwice.
Obszar chroniony utworzony został w 2008 r. w celu zachowania ze względów naukowych, przyrodniczych, dydaktycznych i krajobrazowych różnogatunkowych drzewostanów grądowo-łęgowych wraz z całym bogactwem gatunkowym fauny i flory. Rezerwat położony jest poza granicami innych obszarowych form ochrony przyrody, jednak posiada dużą, liczącą 232,48 ha otulinę. Sam rezerwat obejmuje 76,63 ha lasu położonego przy zachodnich granicach miasta Gliwice. Las tworzy tu 3 chronione siedliska przyrodnicze: łęg jesionowo-olszowy, podgórski łęg jesionowy i łęg wiązowo-jesionowy. W rezerwacie występują też płaty rzadkiego, choć nie podlegającego ochronie siedliskowej, zbiorowiska leśnego – olsu porzeczkowego.
Spis flory terenu rezerwatu obejmuje m.in. dwa gatunki chronione: wawrzynka wilczełyko, ciemiężycę zieloną, oraz rzadkie w skali regionu, ale niechronione taksony takie jak kozłek całolistny i jeżyna gliwicka. Z terenu rezerwatu podawane jest również stanowisko dość rzadkiej perłówki jednokwiatowej.
Osobliwością faunistyczną rezerwatu jest występowanie rzadkiego dzięcioła białogrzbietego, któremu towarzyszy m.in. dzięcioł średni, jastrząb i kruk.
Rezerwat leży na terenie Nadleśnictwa Rudziniec. Nie posiada zatwierdzonego planu ochrony, obowiązują w nim za to zadania ochronne, na mocy których obszar rezerwatu objęty jest ochroną ścisłą.
Teren rezerwatu „Las Dąbrowa” został udostępniony do zwiedzania, poprowadzono nim szlak pieszy. Ścieżka przyrodniczo-leśna „Las Dąbrowa” pozwala zapoznać się m.in. z antropogenicznym zagrożeniem dla bioróżnorodności rezerwatu jakim jest neofityzacja drzewostanu (udział kasztanowca w naturalnym odnowieniu) i obecność inwazyjnych roślin (rdestowca sachalińskiego).